# En handelsresandes död
För andra betydelser, se En handelsresandes död (olika betydelser).
En handelsresandes död (engelska: Death of a Salesman) är en pjäs av Arthur Miller. Den hade urpremiär 10 februari 1949 på Broadway i New York, New York, och handlar om den amerikanska framgångsmyten. Pjäsen belönades med Pulitzerpriset och har vid flera tillfällen filmatiserats, bland annat av Bo Widerberg (se En handelsresandes död (1979)).

## Handling
Willy Loman återvänder utmattad hem efter en inställd affärsresa. Orolig över Willys sinnestillstånd och nyligen inträffade bilolycka, föreslår hans fru Linda att han ska be sin chef Howard Wagner att låta honom arbeta i sin hemstad så att han inte behöver resa så mycket. Willy beklagar sig för Linda över att deras son, Biff, måste få ordning på sitt liv. Trots att han var en lovade idrottare i gymnasiet, kuggades han i matte sista året och började aldrig på universitetet.
Biff och hans bror Happy, som också tillfälligt bor hos föräldrarna vid Biffs oväntade hemkomst, minns sin barndom tillsammans. De diskuterar sin fars psykiska instabilitet, som de har konstaterat genom hans osäkerhet, och hans prat för sig själv. När Willy kommer in, är han arg över att de två pojkarna aldrig har åstadkommit något. I ett försök att lugna sin far berättar Biff och Happy för Willy om ett affärsförslag som Biff planerar att komma med nästa dag.
Nästa dag går Willy och ber sin chef om ett jobb i stan medan Biff går för att genomföra sin affärsidé, men ingen av dem är framgångsrik. Willy blir arg och det slutar med att han får sparken efter att chefen berättar för honom att han behöver vila och inte längre kan företräda bolaget. Biff väntar i timmar för att få träffa en tidigare arbetsgivare som inte minns honom och som tillbakavisar honom. Biff stjäl impulsivt en reservoarpenna. Willy går sedan till sin granne Charleys kontor, där han stöter på Charleys son Bernard (som blivit framgångsrik advokat). Bernard berättar för honom att Biff ursprungligen ville göra bra ifrån sig på sommarskolan, men att något hände i Boston när Biff besökte Willy som gjorde att han ändrade sig.
Happy, Biff, och Willy träffas för att äta middag på en restaurang, men Willy vägrar att lyssna på dåliga nyheter från Biff. Happy försöker få Biff ljuga för sin far. Biff försöker berätta för honom vad som hände men Willy blir arg och halkar in på en tillbakablick på vad som hände i Boston den dagen då Biff kom för att träffa honom. Willy hade haft en affär med en receptionist under en affärsresa när Biff oväntat kom till Willys hotellrum. Från det ögonblicket ändrades Biffs syn på sin far och han hamnade på glid.
Biff lämnar restaurangen i frustration tillsammans med Happy och två tjejer som Happy har plockat upp. De lämnar den förvirrade och upprörde Willy på restaurangen. När de senare återvänder hem, anklagar deras mor dem ilsket för att ha övergett sin far medan Willy fortfarande pratar med sig själv utanför. Biff går ut för att försöka försonas med fadern. Diskussionen eskalerar snabbt till ett nytt gräl, varvid Biff kraftfullt försöker tala om för sin far att denne inte är avsedd för något stort, utan att både han själv och fadern är helt alldagliga och menade att leva vanliga liv. Grälet kulminerar med att Biff kramar Willy och gråter då han försöker få fadern att överge de orealistiska förväntningar han fortfarande har på Biff, och vill i stället att han ska acceptera honom som den han är. Han berättar för sin far att han älskar honom.
I stället för att lyssna på vad Biff faktiskt säger, tror Willy att hans son har förlåtit honom och tror att Biff nu vill satsa på en karriär som affärsman. Willy tar livet av sig genom att medvetet krascha med sin bil så att Biff kan använda livförsäkringspengarna för att starta sin verksamhet. Men vid begravningen insisterar Biff på att han inte vill bli affärsman. Happy, å andra sidan, väljer att följa i sin fars fotspår.